# William Henry Sheppard
Pour les articles homonymes, voir Sheppard.
 (décembre 2020).
Si vous disposez d'ouvrages ou d'articles de référence ou si vous connaissez des sites web de qualité traitant du thème abordé ici, merci de compléter l'article en donnant les références utiles à sa vérifiabilité et en les liant à la section « Notes et références ».
Le révérend William Henry Sheppard né le 8 mars 1865 à Waynesboro, Virginie et mort le 25 novembre 1927 à Louisville, Kentucky est l'un des premiers Afro-Américains à devenir un missionnaire pour l'Église presbytérienne (États-Unis). Il a passé vingt ans en Afrique, le plus souvent au et autour de l'État indépendant du Congo. Il est connu pour avoir publié et dévoile les atrocités commises contre le Royaume Kuba mais aussi contre tous les autres peuples congolais par les forces de Léopold II.
L'important travail de Sheppard a contribué au débat sur le colonialisme européen et l'impérialisme dans la région, particulièrement parmi cette communauté d'Afro-Américains qui étaient eux-mêmes descendants des esclaves africains. Il est par ailleurs à noter que Sheppard a beaucoup été cité dans la littérature sur ce sujet.

## Jeunesse
Sheppard est né à Waynesboro (Virginie) le 8 mars 1865, de Monsieur William Henry Sheppard et de Fannie Frances Sheppard (née Martin). Né d'une union métissée, il est ce que l'on appelait à l'époque un mulâtre. Il est né un mois avant la fin de la Guerre de Sécession. Aucun enregistrement n'indique si Sheppard était un esclave ou s'il avait été libéré, mais il aurait été entendu qu'il faisait partie des esclaves forcés à servir la Confédération (États confédérés d'Amérique) pendant que l'Union (guerre de Sécession) dominait le Sud. Son père William Henry était un barbier, et sa famille a souvent été décrite comme la plus proche de la classe moyenne que les noirs pouvait atteindre compte tenu de leur situation et de leur époque. À l'âge de 12 ans, William Junior devint valet d'écurie (domesticité) pour une famille blanche tout en continuant d'aller à l'école. Il se rappelait ses deux années passés avec cette famille avec tendresse et il continua de correspondre avec la famille pendant très longtemps. Sheppard travailla ensuite comme serveur pour rentrer dans la nouvelle université de Hampton où Booker T. Washington était parmi ses enseignants dans le programme qui autorisait les étudiants à travailler le jour et à assister à leurs cours durant la soirée. Une influence importante sur son analyse des cultures primitives était "La salle des curiosités", une salle dans son école où des fondateurs de l'école avait gardé une collection d'objets d'arts de peuples autochtones de Hawaï, et de peuples amérindiens. À l'issue de ses voyages, il ramena des objets d'arts du Congo mais surtout du Royaume Kuba. Il les offrit à cette salle des curiosités qui l'avait tant marqué.
Après l'obtention de son diplôme, Sheppard fut admis à l'Institut de théologie de Tuscaloosa (Alabama) (aujourd'hui Stillman College qui lui a dédié sa bibliothèque pour l'ensemble de son œuvre en 1958) en Alabama. Il rencontra Lucy Gantt vers la fin de ses études dans cet institut, ils se fiancèrent, sans pour autant se marier avant 10 ans. Sheppard cultivait le désir de prêcher la sainte parole en Afrique. Malgré le soutien du fondateur de l'Institut théologique de Tuscaloosa Charles Stillman, l'Église presbytérienne (États-Unis) du Sud avait déjà à établir sa mission au Congo. Il fut appelé en 1888 et exerça le métier de pasteur dans une église à Atlanta en Géorgie. Mais Sheppard ne s'adapta pas vraiment à la vie de citadin noir dans une zone très marquée par la ségrégation (Sud des États-Unis). Après deux ans à écrire à la Presbyterian Foreign Missionary Board (Conseil des missions étrangères presbytériennes) à Baltimore (voir Histoire des missions protestantes) pour pouvoir commencer une mission en Afrique, il devint peu à peu frustré par la logique floue des lettres de refus qu'il recevait. Il décida donc de prendre un train directement à Baltimore pour rencontrer le président de ce conseil en personne. Le président l'informa que le Conseil n'enverrait pas d'homme noir sans un superviseur blanc.
Samuel Lapsley, enthousiaste mais très inexpérimenté homme blanc d'une famille riche, aida le voyage de Sheppard en Afrique, il fut le superviseur blanc dont parlait le président du Conseil des missions presbytériennes.

## Mission avec Lapsley

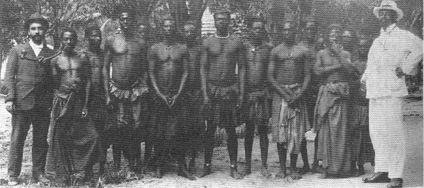
Sheppard tout à droite dans son habituel costume en lin blanc

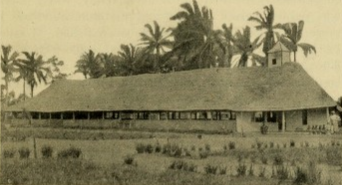
L'Église du souvenir de Lapsley, dans le village d'Ibanche, à une septantaine de kilomètres au nord de Luebo. Il fut construit après la mort de Lapsley.

Les activités de Sheppard et Lapsley en Afrique était autorisées par l'homme dont les atrocités allait plus tard pousser Sheppard à l'accuser violemment. Le paire voyagea de Londres en 1890 jusqu'au Congo. Une fois arrivés, ils rencontrèrent le général Henry Shelton Sanford, un allié américain de Léopold II et ami d'un ami du père de Lapsley. Sanford promit de faire tout ce qui était en son pouvoir pour les aider, même arranger une rencontre avec Léopold II de Belgique quand ils visiteraient la Belgique. Mais ni le profane Sanford, ni le catholique Léopold n'était intéressés par les actions des presbytériens au Congo. Ce dernier était même désireux de mettre des embuches sur la route des presbytériens. En effet, les missionnaires protestants - au contraire des missionnaires catholiques - se révélèrent être les pires ennemis de la domination belge au Congo. Mais les missionnaires étaient au début inconscients des ambitions de Léopold.
La paire fit son chemin jusqu'à Léopoldville et les écrits de Sheppard comme les lettres de Lapsley suggéraient que Sheppard voyait les autochtones d'une manière bien différente des autres étrangers. Sheppard était considéré comme un étranger, à l'inverse Lapsley avait même un pseudonyme : "Mundele N'dom" ou "L'homme noir blanc". Bien qu'il fût de descendance africaine, Sheppard croyait en beaucoup des stéréotypes véhiculés aux États-Unis, comme l'idée que les autochtones étaient tout sauf civilisés et sauvages. Très vite, son regard sur l'Afrique changea comme en témoigne un passage de son journal : 
« I grew very found of the Bakuba and it was reciprocated. They were the finest looking race I had seen in Africa, dignified, graceful, courageous, honest, with an open smiling countenance really hospitable. Their knowledge of weaving, embroidering, wood-carving and smelting was the highest equatorial Africa. »
La résistance des autochtones à l'évangélisation dérangea plus Lapsley que Sheppard. En effet, Sheppard se découvrit plus l'âme d'un explorateur que celle d'un missionnaire. Pendant que Lapsley était en voyage pour rencontrer son camarade missionnaire-explorateur George Grenfell, Sheppard se familiarisa avec les techniques de chasse et le langage autochtone. Il aida même à éviter une famine en tuant 36 hippopotames. Sheppard contracta la malaria vingt-deux fois pendant ces deux ans en Afrique.

## Vie au contact des Kuba

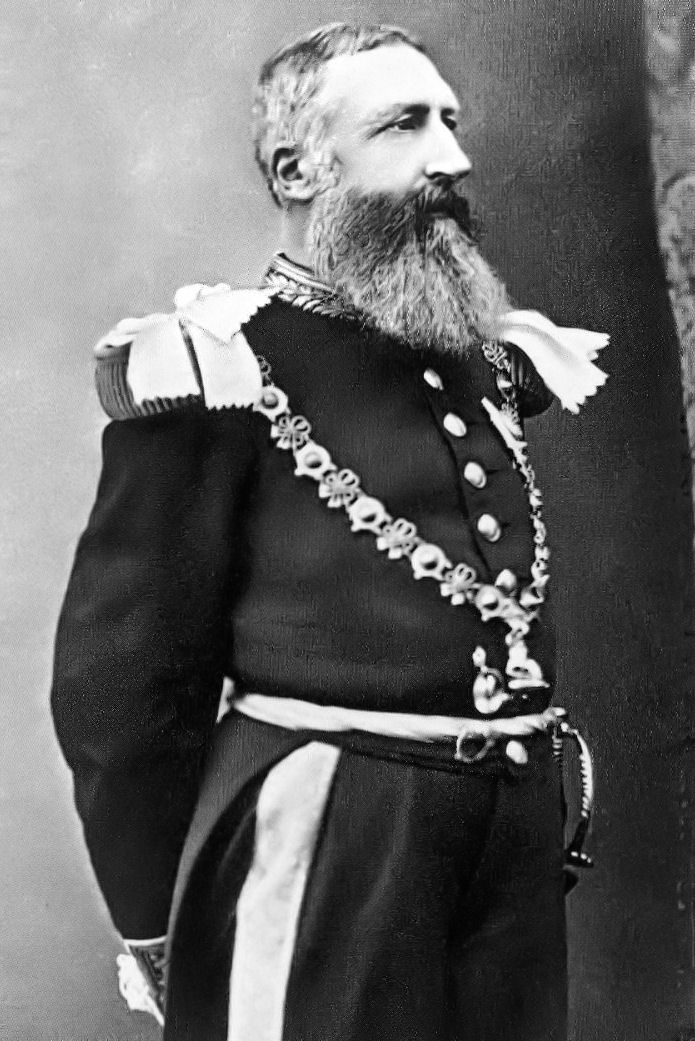
Léopold II de Belgique, le commanditaire des atrocités révélées par Sheppard et bien d'autres missionnaires, explorateurs et écrivains.

Étant plongé dans le langage et la culture Kuba, Sheppard prit une équipe d'homme à la limite du territoire Kuba en 1892. Son plan de départ était de demander la direction au prochain village sous couvert de l'achat de fournitures, mais le chef du village autorisa seulement un homme à partir. Sheppard utilisa alors une large variété d'astuces pour faire son chemin plus loin dans le Royaume. Une de ces astuces les plus célèbres fut de manger autant d'œufs que les citadins pouvait lui en fournir, de cette manière, le chef de village les autorisa à continuer leur route vers un autre village pour trouver d'autres œufs. Mais il rencontra de toute façon des citadins d'accord pour le laisser continuer sa route. Mais lorsque Sheppard était en train de bâtir un plan, le fils du roi, Prince N'Toinzide arriva et arrêta Sheppard et ses hommes pour avoir traversé leurs territoires sans autorisation.
Le roi Kot Amweeky, au lieu d'exécuter Sheppard et ses hommes, dit au village que Sheppard était son fils. Le roi Amweeky déclara Sheppard "Bope Mekaba", ce qui sauva la vie de Sheppard et ses hommes. Ce fut un geste purement politique de la part du roi. En danger d'être renversé par ses opposants, il encouragea ses sujets à s'intéresser à ces étrangers pour attirer l'attention loin de lui-même. Durant son séjour au village, Sheppard collecta de nombreux objets. Le roi l'autorisa à partir à condition qu'il revienne dans un an. Mais il en sera incapable, puisqu'une année plus tard, le roi Kot Amweeky est renversé du pouvoir par Mishaape, le leader d'un clan rival.

## Dénonciation des atrocités belges
En janvier 1908, Sheppard publie un rapport sur les abus coloniaux dans le bulletin de l'American Presbyterian Congo Mission (APCM). Morrison, un missionnaire, et lui sont poursuivis en justice pour diffamation contre la Compagnie de Kasai, un important entrepreneur belge de caoutchouc dans la région. Lorsque l'affaire a été portée devant les tribunaux en septembre 1909, les deux missionnaires avaient le soutien du CRA, des Américain Progressistes, et de leur avocat, Emile Vandervelde, un éminent socialiste belge. Le juge acquitte Sheppard (Morrison avait été acquitté plus tôt pour un détail technique) au motif que son éditorial n'avait pas nommé l'entreprise, mais plutôt des sociétés plus petites. Cependant, il est probable que l'affaire ait été tranchée en faveur de Sheppard en raison de la politique internationale de l'époque; les États-Unis, soutenant socialement les missionnaires, mettent en doute la validité du règne du roi Léopold II sur le Congo.
Les comptes rendus de Sheppard décrivent souvent les actions de l'État belge qui enfreint les lois établies par les nations européennes. Bon nombre des cas documentés de cruauté ou de violence sont en violation directe de l'Acte de Berlin de 1885, qui donne à Léopold II le contrôle du Congo tant qu'il «se soucie de l'amélioration de leurs conditions de bien-être moral et matériel" et qu'il " aide à supprimer l'esclavage ".

## Œuvres
(en) William H.Sheppard, Presbyterian Pioneers in Congo, Richmond, Va, Presbyterian committee of publication, 1917